# CoderDojo
CoderDojo je celosvětové hnutí, které seznamuje mladé lidi ve věku 7 –17 let se základy programování. Děti si mohou vytvořit jednoduchou hru, naprogramovat webovou stránku nebo seznámit s roboty. Kromě nových poznatků se děti naučí i vzájemně spolupracovat.

## Historie
Program CoderDojo vznikl v roce 2011 ve městě Cork v Irsku. Nové kluby postupně vznikaly kromě Evropy i v Severní Americe. Nyní je zaregistrovaných více než 100 klubů po celém světě. Program hnutí podporují i nadnárodní firmy (Microsoft, Deloitte, Bank of Ireland) a neziskové organizace. Kluby se každoročně setkávají a vyměňují si své zkušenosti. Celosvětová setkání Coolest Projects se konaly v Irsku, UK, Japonsku i USA. Menší akce pro dobrovolníky i děti – DojoCony – se konají v různých zemích včetně ČR. Poslední český DojoCon se konal v Olomouci na Střední škole elektrotechnické.

## Fungování
CoderDojo funguje na základě dobrovolnické práce tzv. šampionů a mentorů. Šampióni setkání organizují a mentoři děti (tzv. nindži) učí základy programování. Lekce probíhají například v knihovnách, komunitních centrech nebo lokálních institucích. Při přípravě na lekce mohou mentoři čerpat z materiálů, které jsou dostupné pro členy komunity. Hnutí CoderDojo má vytvořený etický kodex, který je založen na vzájemné pomoci a podpoře.

## CoderDojo v Česku
Myšlenku vzniku CoderDojo do České republiky přivedl europoslanec Luděk Niedermayer, který se zároveň stal jeho ambasadorem. Spolek CoderDojo Česká republika byl založen v únoru 2019. V současnosti je zapojeno 12 klubů (v jazyce CoderDojo se právě jim říká „dojo“), konkrétně v Praze (na Vysoké škole ekonomické a v Data4You), Mostě, Náchodě (Jazykové centrum Link a Základní škola Náchod), Ústí nad Labem, Frýdku-Místku, Olomouci, Brně, Úsově, Ostravě a Vsetíně. Navštěvuje je přes 180 dětí a s organizací pomáhá více než 25 dobrovolníků. V České republice se kluby scházejí na základních, vysokých i jazykových školách, v knihovnách i v soukromých firmách. CoderDojo je komunita malých i velkých počítačových nadšenců, kteří jsou ochotni trávit svůj volný čas dobrovolnictvím a pomáhat tak budoucí generaci lépe pochopit, jak výpočetní technika pracuje.